# Catedral del Santo Nombre (Brisbane)
La Catedral del Santo Nombre (en inglés: Holy Name Cathedral) es una estructura parcialmente construida de un proyecto previsto, y luego suspendido para la construcción de una catedral católica en Fortitude Valley, en la ciudad de Brisbane, Australia. Tendría que haber sido la sede de la arquidiócesis de Brisbane y fue pensado para haber sido el edificio de la iglesia más grande de cualquier denominación cristiana en el hemisferio sur. El arzobispo James Duhig fue el principal defensor del proyecto. La construcción comenzó en 1927 y en la década de 1930 se llevaron a cabo los servicios en una capilla cripta en el sitio. Después de la muerte Duhig en 1965 el proyecto perdió su ímpetu. La arquidiócesis vendió el sitio para desarrolladores de propiedad en 1985. Hoy en día las paredes perimetrales y algunas barandillas en la calle Ann y parte de la calle Gotha se han conservado en un complejo de apartamentos llamado "lugar de la catedral"; estos restos de la catedral fueron registrados como patrimonio local en 1992.